# Valentín Ruiz
Valentín Ruiz (Salta, 1781 - San Juan, 22 de febrero de 1846) fue un abogado y político argentino, gobernador de la provincia de San Juan entre los años 1832 y 1834.

## Biografía
Originario de la provincia de Salta, pertenecía a la misma familia que el héroe de la Guerra Gaucha Bonifacio Ruiz de los Llanos y era pariente de la esposa de Martín Miguel de Güemes, Carmen Puch. En 1816, durante las invasiones del ejército realista ocupó el cargo de capitán de las fuerzas provinciales salteñas; fue encargado de la seguridad pública de la ciudad durante una de las ocupaciones, aunque públicamente era partidario de Güemes; al recuperar éste la ciudad, Ruiz fue nombrado juez de segundo orden.
En años posteriores, a raíz de las luchas internas que siguieron a la muerte del caudillo, se trasladó con su esposa María Romera, con quien se había casado en 1816, a la provincia de San Juan. Se dedicó durante años a la agricultura, en una finca en la quebrada de Ullum, actual departamento Ullum. Tras enviudar, se casó con Paula Cano, de cuyo suegro recibió una estancia llamada El Leoncito, probablemente en el actual departamento Calingasta.
Durante la guerra civil de 1829 a 1831 se mantuvo relativamente aislado de los conflictos políticos, y terminó tomando partido por los federales de Facundo Quiroga. De todos modos era considerado un político moderado, que fue elegido por una asamblea popular gobernador de la provincia, cargo que asumió el 22 de abril de 1832.
En medio de las convulsiones de la época, Ruiz intentó hacer un gobierno de conciliación sin enemistarse con Quiroga; eso le permitió impedir la expulsión de muchos de los notables unitarios de la provincia. Intentó sancionar una nueva constitución, sin lograrlo, y lo mismo ocurrió con sus intentos de definir claramente los límites de la provincia, que sólo tiene una frontera natural a lo largo del tramo final del río San Juan.
Viajó a principios de 1833 a Buenos Aires, donde se destacó por un enérgico discurso ante la Sala de Representantes de la provincia del 24 de enero de 1834, exigiendo la defensa e inmediata recuperación de las islas Malvinas, recientemente ocupadas por el Reino Unido.
Propuso ante la Santa Sede la designación de fray Justo Santamaría de Oro como obispo de la diócesis de Cuyo. Con la colaboración del propio Oro firmó un concordato entre su provincia y el papa Gregorio XVI. Como resultado de estas gestiones se crearía, poco después del final del mandato de Ruiz, la diócesis cuyana, cuyo primer obispo fue fray Oro. Junto a la bula de creación de la diócesis, el gobierno recibió una carta firmada por el propio Papa en la que, entre otras cosas, felicitaba al exgobernador Ruiz por su "defensa de la moral, las costumbres y por promover la fe católica."
Su mandato de dos años terminó en paz, sin que hubiesen estallado revoluciones, ni se hubiesen producido ejecuciones. Fue el primer gobernador de la provincia que terminó su mandato normalmente.
Tenía una especial predilección por la zona de Ullum, y fundó el pueblo de este nombre, actualmente Villa Ibáñez, trazando sus calles y delimitando sus propiedades.
Fue padre del gobernador Hermógenes Ruiz, quien gobernó la provincia entre 1874 y 1875.
Falleció en la ciudad de San Juan el 22 de febrero de 1846.